# Aleksandr Ijewlew
Aleksandr Iwanowicz Ijewlew (ros. Александр Иванович Иевлев, ur. 5 września 1926 w rejonie tałowskim w obwodzie woroneskim, zm. 30 listopada 2004 w Moskwie) – radziecki działacz państwowy i partyjny.

## Życiorys
Od 1941 pracował w kołchozie "Kommunar" w rejonie tałowskim w obwodzie woroneskim, 1943 został wcielony do Armii Czerwonej, od 1950 był funkcjonariuszem Komsomołu. Od 1950 w WKP(b), 1952-1959 propagandzista, kierownik wydziału i sekretarz Tałowskiego Komitetu Rejonowego KPZR w obwodzie woroneskim, 1959-1960 instruktor wydziału Komitetu Obwodowego KPZR w Woroneżu. W 1960 zaocznie ukończył Woroneski Instytut Rolniczy, 1960-1962 był II sekretarzem i I sekretarzem rejonowego komitetu KPZR w obwodzie woroneskim, 1962-1965 sekretarzem komitetu partyjnego buturlinowskiego produkcyjnego zarządu kołchozowo-sowchozowego w obwodzie woroneskim, a 1965-1971 I sekretarzem buturlinowskiego komitetu rejonowego KPZR w obwodzie woroneskim. Od 1971 zajmował stanowisko sekretarza Komitetu Obwodowego KPZR w Woroneżu, 1973 został doktorem nauk ekonomicznych, od 1977 do grudnia 1985 był zastępcą ministra gospodarki rolnej ZSRR, a od grudnia 1985 do kwietnia 1989 I zastępcą przewodniczącego Państwowego Komitetu Agroprzemysłowego ZSRR - minister ZSRR, następnie przeszedł na emeryturę. Od 6 marca 1986 do 2 lipca 1990 był zastępcą członka KC KPZR.

## Odznaczenia
- Order Lenina
- Order Rewolucji Październikowej
- Order Czerwonego Sztandaru Pracy
- Order Wojny Ojczyźnianej II klasy